# Molnár Antal (tanár)
Molnár Antal (1790 körül – Zágráb, 1878. december 10.) bölcseleti és jogi doktor, jogakadémiai tanár.

## Élete
Zemplén megyei származású, hites ügyvéd; 1818-ban a pesti egyetemen II. éves bölcselethallgató volt; 1824. július 22-én szerzett jogi doktori oklevelet; azután királyi táblai jegyző, majd ügyvéd volt Pesten. 1829-ben a pesti egyetemen a statisztika, 1835-ben a római jog tanárát helyettesítette. 1837-ben a zágrábi akadémiában a magyar magánjog rendes tanárává neveztetett ki, ahol 1869-ig működött, midőn nyugalomba lépett. Meghalt 1878 decemberében Zágrábban 88 éves korában vízkórban.
A Vasárnapi Ujságba és a Politikai Ujdonságokba leveleket írt Zágrábból.

## Munkái
- Obeliscus cui erga dnum Adamum Tomtsányi onomasticum patroni diem recolentem moderatorem suum charissimum aureas amoris, gratitudinisque clientelaris notas insculpserunt praelectionum suarum auditores IX. Kalendas Januarias anno, in sequenti versiculo cabalistico expresso suscipe (457) vota (+ 351) tibi a (+ 121) laeto (+ 176) sacrata (+ 276) senatu (+ 436) = 1817. Hely n.
- Carmen exc. ac ill. dno Josepho de Ürmény, judici curiae regiae, incl. comitatus Albensis supremo comiti… occasione lucis onomasticae in documentum profundissimae venerationis oblatum 14. calendas Apriles anno chronost. expresso: PLaVDIto saCra Cohors roseo spLenDore CorVsCat PestanI praeses, sanCtVs ApoLLo ChorI. Pestini, (1818).
- Carmen seren. caes. Hungariae et Bohemiae regio haeredit. principi, et archiduci Austriae, dno Josepho i. regni Hungariae palatino &c. occasione lucis onomasticae in documentum profundissimae venerationis oblatum. XIV. calend. Apriles anno 1818. Pestini.
- Tisztelet koszorú, mellyet nagys. és tudós Vuchetich Mátyás úrnak… pesti universitás rektorának, háladatosság zálogúl tulajdon tanítványi kötöttek Augusztusnak 16. 1821. Pestini.
- Verskoszorú, mellyet tek. Markovits Pál urnak háladatosság zálogúl tulajdon tanítványi kötöttek. Pestini, 1821.
- Assertiones ex universa jurisprudentia et scientiis politicis, quas in regia universitate Pesthiensi… pro consequenda suprema juris universi doctoratus laurea annuente inclita facultate juridica publice propugnandas auscepit… Julii, 1824. Budae.
- Tisztelet koszorú, mellyet tek. n. n. és vitézlő Hermány Nep. János úrnak a budai cs. kir. fő posta intézet kormányzójának midőn 1828. Mindszent hava 8. napján életének 64. évét szerencsésen eléré mély tisztelet és háládatosság jeléül kötött. Buda, 1828. (Költemény).
- Carmen ill. ac magn. Nicolao Zdenchay de Zachromich-Grada, dum munus supremi comitis incl. provinciae Zagrabiensis adiret devotissime oblatum. Zagrabiae, 1838.
- Carmen exc. ac ill. dno Francisco e comitibus Haller de Hallerkő, dum in regnorum Dalmatiae, Croatiae, Slavoniae banum installaretur, in documentum profundissimae venerationis oblatum a r. Athenaeo Zagrabiensi die 18. Octobris 1842. Zagrabiae.
- Oratio, ill., rev., ac magn. dno Josepho Schrotth, episcopo Belgradiensi & Semendriensi dum munus superioris in regnis Croatiae, Slavoniae, Dalmatiae studiorum ac scholarum directoris, una S. C. & R. A. M. consiliarii adiret, devotissime dicata die 25. Április 1844. Zagrabiae.
- Ode excell. ac. ill. dno Antonio comiti Majláth de Székhely, in tesseram profundissimae venerationis, ac tenerrimae gratitudinis ad exordium anni 1845. devote dicata. Zagrabiae.
- Ode, quam ill., rev., ac magn. dno Josepho Schrott, episcopo Belgradiensi & Semendriensi, ad diem nominis cecinit, ac profunda veneratione dicavit. Zagrabiae, év n.
- Piis manibus Georgii Haulik. Zagrabiae, 1869.
- Piis manibus Francisci Deák. Zagrabiae, 1876.

Kéziratban a Magyar Nemzeti Múzeumban:
Dissertatio historico-juridica de legislatione S. Stephani. Pestini, 1824. 4rét 39 lap (doktori dissertatio).